# Teatr Sauto
Teatr Sauto (hiszp. Teatro Sauto) – teatr w Matanzas w północnej Kubie. Został otwarty 6 kwietnia 1863, jako Teatr Esteban, dla uczczenia fundatora, Pedro Esteban y Arranz, gubernatora prowincji Matanzas (prowincja)Matanzas. Wkrótce jednak przyjął nazwisko Ambrosio de la Concepción Sauto, aptekarza i mecenasa sztuki, który w znacznym stopniu przyczynił się do jego rozwoju. W teatrze Sauto wystąpiło wiele światowej sławy wykonawców, takich jak francuska aktorka Sarah Bernhardt (w Damie Kameliowej w 1887 roku), rosyjska tancerka Anna Pawłowa w 1945 roku, kubański kompozytor José White Lafitte, włoski śpiewak operowy Enrico Caruso czy hiszpański gitarzysta Andrés Segovia.
Lobby teatru zdobią marmurowe posągi greckich boginii, a sufit głównego holu ozdobiony jest wizerunkami muz. Widownia składająca się z parteru i 3 balkonów może pomieścić 775 widzów. Podłogę audytorium można podnieść przekształcając ją w salę balową.